# 秋田県立角館南高等学校
秋田県立角館南高等学校（あきたけんりつかくのだてみなみこうとうがっこう）は、かつて秋田県仙北市角館町小舘に位置した県立の女子高等学校。通称「角南（かくなん）。

## 概要
部活動が盛んで、バレーボール部は全国高等学校バレーボール選抜優勝大会に8回出場している（うち第2回大会では準優勝している）。
2014年度に、秋田県立角館高等学校と統合（ただし、学習指導要領改訂の関係上、統合校カリキュラムは、統合前の2013年度入学者より先行実施）し、閉校。統合校は、秋田県立角館高等学校の名称となり、校舎は暫定的に南高校側に設置されたが、全日制課程のみ2015年度より(旧)角館高校跡地およびその近隣の用地に移転新築。従来、(旧)角館高校から継承されている定時制課程が使用する校舎については、統合校全日制校舎新築後、統合校両課程暫定校舎(旧来の南高校の校舎)を取り壊し、その跡地に2016年に設置（同時に秋田県立大曲支援学校せんぼく校も新規併設）。

## 沿革

### 年表
- 1928年3月13日 - 秋田県立角館高等女学校の設立認可。
- 1928年4月19日 - 角館町公会堂を仮校舎にあて開校式・第1回入学式挙行。
- 1930年9月1日 - 校舎が新築、現在地に移転。
- 1931年10月28日 - 第1回卒業式挙行。
- 1932年3月20日 - 8学級に増加認可。
- 1943年3月20日 - 修業年限5年制となり、1947年度より実施することになる。
- 1947年2月28日 - 6・3制実施に伴い2・3年は併設中学として布設される。
- 1948年4月1日 - 学制改革により、秋田県立角館南高等学校と改称。
- 1949年4月1日 - 角館北高等学校定時制被服専修科を本校内に設置。
- 1951年4月1日 - 学校統合により秋田県立角館高等学校と改称し本校を南校と称す。
- 1952年7月1日 - 秋田県立角館南高等学校として分離独立設置。
- 1958年9月4日 - 校旗樹立式を挙行。
- 1958年12月6日 - 30周年記念事業の社会科特別教室増築工事の竣工式挙行。
- 1962年4月1日 - 生徒募集人員1学級を増し10学級となる。
- 1963年4月1日 - 生徒募集人員1学級を増し12学級となる。
- 1963年11月16日 - 体育館落成ならびに35周年記念の式典を挙行する。
- 1965年4月1日 - 生徒募集人員1学級を増し、16学級となる。
- 1966年4月1日 - 衛生看護科が設置。
- 1968年10月12日 - 創立40周年記念式典挙行。
- 1969年3月31日 - 校舎改築第1期工事（普通教室18、特別教室3、延2,509m2）が竣工。
- 1970年2月14日 - 校舎改築第2期工事（昇降口、会議室等）が竣工。
- 1970年9月10日 - 校舎改築第3期工事（管理棟）が竣工。
- 1971年2月6日 - 校舎改築落成記念式典挙行。
- 1971年3月 - 女子バレーボール部、全国高等学校バレーボール選抜優勝大会(春高バレー)準優勝。
- 1971年12月15日 - 東側校地にテニスコートを造成。
- 1978年10月11日 - 創立50周年記念式典挙行。
- 1982年2月8日 - 第2体育館竣工(707.20m2)。
- 1982年4月1日 - 普通科1学級募集減（普通科11、家政科3、衛生看護科3の17学級）
- 1983年4月1日 - 普通科1学級復元。
- 1983年7月20日 - 部室竣工する。
- 1984年3月16日 - セミナーハウス竣工し、「こまくさ会館」と命名。
- 1988年10月7日 - 創立60周年記念式典を挙行する。校旗掲揚台設置（同窓会寄贈）
- 1990年4月1日 - 普通科1学級募集減（普通科11、衛生看護科3、生活科学科3の17学級）
- 1991年4月1日 - 普通科1学級復元（普通科11、衛生看護科3、生活科学科3の17学級）
- 1992年4月1日 - 普通科1学級募集減（普通科10、衛生看護科3、生活科学科3の16学級）
- 1994年4月1日 - 制服改定（1年生より学年進行）
- 1994年4月1日 - 普通科9、衛生看護科3、生活科学科3の計15学級。
- 1998年10月9日 - 創立70周年記念式典挙行。
- 2002年3月2日 - 生活科学科閉科式行われる
- 2002年4月1日 - 衛生看護科募集停止（普通科9 衛生看護科2の計11学級）
- 2004年3月2日 - 衛生看護科閉科式挙行。
- 2004年4月1日 - 普通科9学級。
- 2006年8月 - 平成19年度高校入試選抜試験より1学年の定員を1学級35名とする（35名×3クラス）。
- 2014年3月31日 - 秋田県立角館高等学校と統合し、閉校。統合校である(新)秋田県立角館高等学校は、暫定的に本校の跡地に設置(所在地の番地表示は角館町小舘90番地から角館町小舘77番地2に変更。電話番号は、旧角館高校のものを継承した上で、当校の番号は2015年度以降統合校定時制課程のFAX番号に転用予定)。

## 校歌
- 作詞：川島堰一郎。作曲：小松耕輔

## 主な卒業生
- 荒木田裕子 - 日本オリンピック委員会理事 全日本女子バレーボールモントリオールオリンピック金メダリスト
- 利部陽子 - 全日本女子バレーボールロサンゼルスオリンピック銅メダリスト
- 伊藤敬子 -元夏季ユニバーシアードバレーボール競技日本代表（小田急ジュノー）
- 小松ひとみ - 写真家。元バスケットボール選手（現ユニチカ・フェニックス）
- 高川定子 - バスケットボール日本代表
- 藤あや子 - 演歌歌手
- 円山和子 - 演歌歌手
- 椿千代 - 舞台女優（劇団わらび座所属）
- 向川桜子 - アルペンスキー選手